# Bagru
Bagru é uma cidade e um município no distrito de Jaipur, no estado indiano de Rajastão.

## Geografia
Bagru está localizada a 26° 49′ N, 75° 33′ L. Tem uma altitude média de 341 metros (1118 pés).

## Demografia
Segundo o censo de 2001, Bagru tinha uma população de 22,089 habitantes. Os indivíduos do sexo masculino constituem 52% da população e os do sexo feminino 48%. Bagru tem uma taxa de literacia de 52%, inferior à média nacional de 59.5%; com 66% para o sexo masculino e 34% para o sexo feminino. 18% da população está abaixo dos 6 anos de idade.